# 골웨이 국제 굴 축제
골웨이 국제 굴 축제(Galway International Oyster Festival)는 아일랜드 서부 해안에 있는 골웨이에서 굴 제철의 첫번째 달인 9월 마지막 주말에 매년 열리는 행사다. 1954년에 시작한 이 행사는 그레이트 서던 호텔(현재는 호텔 메이릭) 매니저 브라이언 콜린스의 아이디어다. 1987년 AA 트레블 가이드는 유럽의 가장 좋은 7개 축제들 중 하나의 목록에 올렸고 2000년 선데이 타임즈가 지구에서 가장 좋은 12개 쇼들 중 하나로 지정했다.
골웨이 국제 굴 축제는 골웨이의 특산물인 굴을 축하하기 위해 시작했다. 브라이언 콜린스는 당시 1년 중 가장 한가했던 달에 더 많은 방문객들을 모으고자 동네 술집에서 아이디어를 의논하여 시작했고 첫 대회에 34명이 참가했다.
1980년대 중반까지 낮에는 클라렌브리지(Clarenbridge)라는 동네에서, 밤에는 그레이트 서던 호텔에서 이뤄졌으나 지금은 규모가 커져서 시내에서 한다. 아일랜드 굴까기 대회와 세계 굴까기 대회가 주 행사며 다른 행사에는 해산물 기차, 사일런트 디스코 등이 있다.